# Літературний фестиваль "Покрова" ім. Тараса Мельничука
Літературний фестиваль «Покрова» ім. Тараса Мельничука проходить в Івано-Франківську та області щорічно з 2009 року в межах осені, переважно 14 жовтня.
Його ініціатор письменник Василь Карп'юк. Організатори — Літературна агенція «Discursus», івано-франківська організація НСПУ та управління культури, національностей та релігій Івано-Франківської ОДА.
Учасники фестивалю в різні роки: Василь Герасим'юк, Олег Лишега, Василь Портяк, Степан Процюк, Євген Баран, Петро Мідянка, Дзвінка Матіяш, Богдана Матіяш, Галина Петросаняк, Наталя Ткачик, Христина Козловська, Богдан Ославський, Андрій Олексюк, Андрій Шийчук, Мирослав Лаюк, Заза Пауалішвілі, Христина Халімонова, Мирослав Лазарук, Микола Близнюк, Роман Киселюк, Василь Бабій, Василь Шкурган, Іван Андрусяк, Василь Андрушко, Іван Війтенко, Ярослав Ясінський, Андрій Малащук, Василь Рябий, Василь Карп'юк, Дарія Ткач, Ольга Деркачова, Ярослав Яновський, Іван Ципердюк, Тарас Прохасько, Володимир Єшкілєв, Віталій Чупак, Галина Баранкевич, Михайло Андрусяк, Ярослав Ткачівський, Євген Пастухов, Любомир Стринаглюк, о Іван Рибарук, о. Роман Гринів та ін.
Окрім Івано-Франківська, заходи фестивалю відбувалися в рідному селі Тараса Мельничука Уторопи на Косівщині та місті, де поет помер — Коломиї.
З 2012 року організатори визначають лауреата фестивалю, який одержує диплом та сиргого коника зі столиці сирних коників — Брустурів. Лауреати Літературного фестивалю «Покрова» ім. Тараса Мельничука:
2012 р. — Олег Лишега
2013 р. — о. Іван Рибарук
2014 р. — Василь Портяк
2015 р. — Наталя Ткачик
2016 р. — Ярослав Ясінський
2017 р. — Галина Петросаняк
2018 р. — Микола Близнюк, Роман Киселюк
1. ↑  В Івано-Франківську розпочався VI Літературний фестиваль "Покрова" ім. Тараса Мельничука. Курс. Процитовано 23 серпня 2023.
2. ↑  VI Літературний фестиваль «Покрова». Простір української дитячої книги (укр.). Процитовано 23 серпня 2023.